# Talk About Jacqueline
Talk About Jacqueline (Passado Cruel (título em Portugal)) é um filme britânico do gênero comédia romântica, lançado em 1942, dirigido por Harold French e Paul L. Stein e estrelado por Hugh Williams, Carla Lehmann e Joyce Howard. O roteiro, escrito por Roland Pertwee, que também atua no filme, e Marjorie Deans, foi baseado no romance de Kathrin Holland.

## Elenco
- Hugh Williams como Dr. Michael Thomas;
- Carla Lehmann como Jacqueline Marlow;
- Roland Culver como Leslie Waddington;
- Joyce Howard como June Marlow;
- John Warwick como Donald Clark;
- Mary Jerrold como Aunt Hellen;
- Guy Middleton como Capitão Tony Brook;
- Max Adrian como Lionel;
- Katie Johnson como Ethel;
- Martita Hunt como a esposa do Coronel;
- Anthony Holles como um atendente;
- Roland Pertwee como um médico (também é o corroteirista do filme).